# Anna Knott

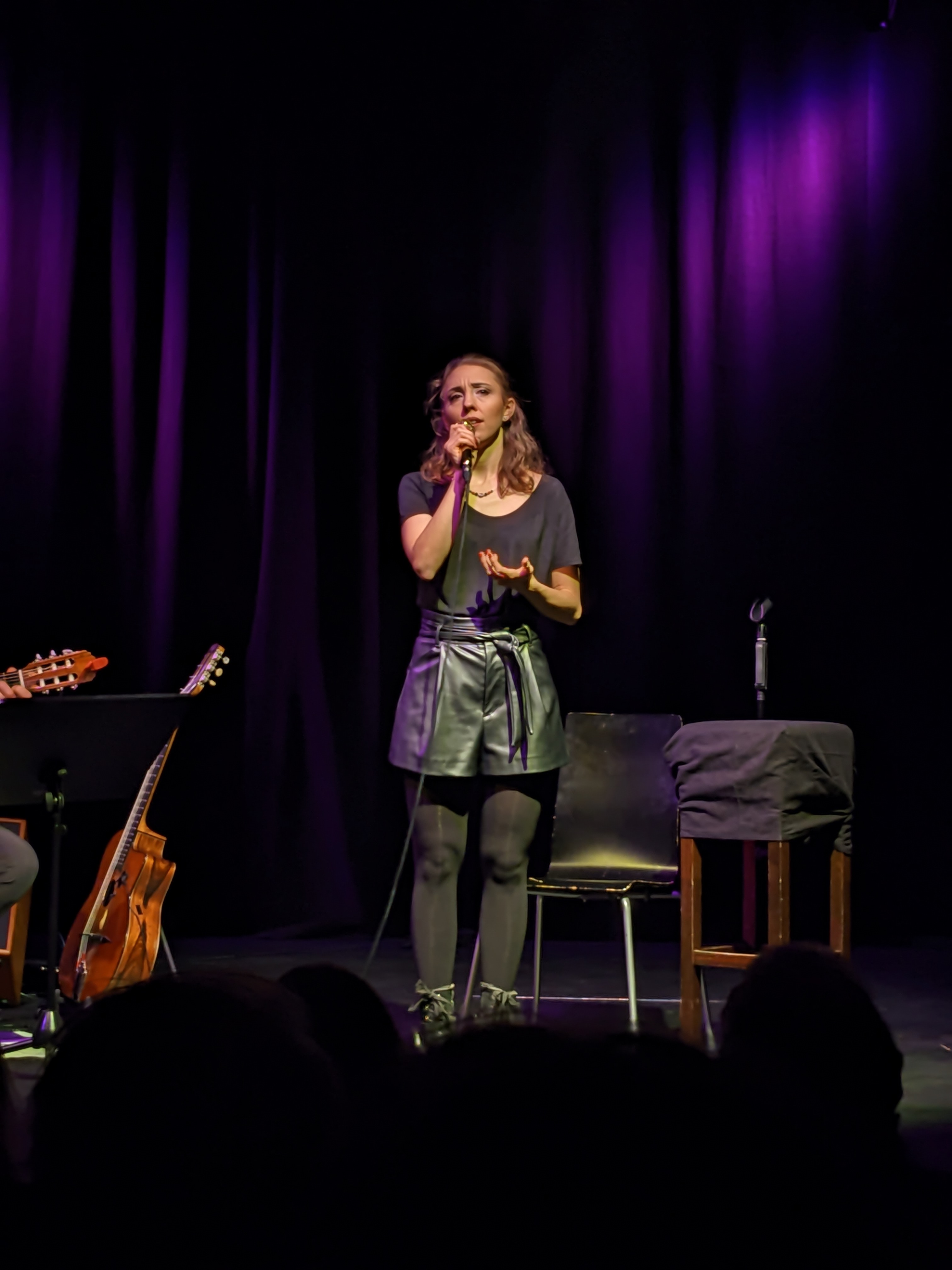
Anna Knott (2024)

Anna Knott ist eine deutsche Sängerin und Schauspielerin. 

## Leben und Wirken
Anna Knott wurde in Freilassing geboren und verbrachte ihre Kindheit in Bayern. Sie hatte ihren ersten Bühnenauftritt 2010 im Ronacher Theater in Wien beim „Musical Christmas“-Adventkonzert. Im Jahr 2013 schloss Knott das Musical- und Schauspielstudium am Vienna Konservatorium ab. Seither tritt sie regelmäßig in Musicals, Theaterstücken und mit Solo-Programmen auf. 2019 schrieb sie zusammen mit Karoline Troger anlässlich Anne Franks 90. Geburtstag das Theaterstück Anne Frank feiert Geburtstag, in dem sie anschließend selbst die Titelrolle spielte. Knott ist Gründungsmitglied der Band Sugar Sweet Swing Sisters.

## Theater (Auswahl)
- 2011: Der Unbestechliche, Regie: Peter Gruber, Komödienspiele Porcia
- 2014: Ein ungleiches Paar, Regie: Martin Schmiederer, Theater Oval, Salzburg
- 2017: Harry und Sally, Regie: Britta Kohlhaas, Tui Cruises
- 2020: Anne Frank feiert Geburtstag, Regie: Karoline Troger / Anna Knott, OFF-Theater, Salzburg
- 2020: Pippi Langstrumpf, Regie: Marcus Thill, Kammerlichtspiele, Klagenfurt

## Musical / Gesang (Auswahl)
- 2010: A Musical Christmas, Regie: Dennis Kozeluh, Vereinigte Bühnen Wien
- 2012: Mann von la Mancha, Regie: Tamás Ferkay, Seegrotte Hinterbrühl
- 2014: Dschungelbuch, Regie: Florian Eisner, Komödienspiele Porcia
- 2016: Tomorrow Morning, Regie: Karsten Bohn, Atelier Theater, Wien
- 2018: A bissl fürs Hirn und a bissl fürs Herz, Regie: Anna Knott, OFF-Theater, Salzburg
- 2019: The Rocky Horror Show, Regie: Marco Dott, Salzburger Landestheater
- 2021: Momo, Regie: Georg Büttel, Festspiele Bad Hersfeld